# Klub práce s veřejností
Klub práce s veřejností bylo první profesní sdružení z oboru public relations (tzv. PR) na území ČSSR. Vzniklo v roce 1983 v Brně jako součást Československé vědeckotechnické společnosti podniku BVV (Brněnské veletrhy a výstavy).